# Товт Михайло Михайлович
Михайло Михайлович Товт (нар. 5 жовтня 1954, село Косини, Берегівський район, Закарпатська область) — український інженер, юрист, політик; кандидат юридичних наук. Фахівець із прав національних меншин, представник угорської меншини в Україні.
Старший науковий співробітник Інституту держави і права ім. В. М. Корецького НАН України. Почесний голова Демократичної спілки угорців України.

## Біографія
Народився Михайло Товт 5 жовтня 1954 року в селі Косини (нині — Косонь) Берегівського району Закарпатської області. Батько Михайло Михайлович (1918–1999) — службовець. Мати Ілона Михайлівна (1923–1969) — домогосподарка. За національністю Михайло Товт є угорцем.
У 1972–1977 роках навчався у Дніпропетровському інституті інженерів залізничного транспорту на будівельному факультеті, інженер-будівельник шляхів сполучення.
З серпня 1977 року по липень 1979 року служив в армії. З вересня 1979 року по грудень 1980 року — інженер-будівельник на комбінаті комунальних підприємств міста Берегове. З грудня 1980 року по листопад 1982 року — головний інженер водоканалу міста Мукачеве. З листопада 1982 року — завідувач міського комунального господарства міста Берегове, де працював до квітня 1987 року. Відтоді й до травня 1989 року — голова Берегівської міської ради. З травня 1989 року по квітень 1992 — головний інженер Закарпатського обласного комунального управління. З квітня 1992 року по серпень 1994 року — Представник Президента України в Берегівському районі.
Народний депутат України II скликання (1994–1998), обраний за Берегівським одномандатним виборчим округом № 169, Закарпатська область. Голова підкомітету з питань національних меншин, етнічних груп і корінного населення Комітету з питань прав людини, національних меншин і міжнаціональних відносин.
Президент Спілки сприяння розвитку сільського зеленого туризму в Україні (з 1995). Голова Демократичної спілки угорців України (1996–2002).
З травня 1998 — с.н.п. відділу міжнародного права та порівняльного законодавства в Інституті законодавства Верховної Ради України. У 2002 році захистив кандидатську дисертацію на тему «Міжнародно-правовий захист національних меншин».
З квітня 2003 року по травень 2007 року — керівник торговельно-економічної місії Посольства України в Угорській Республіці.
На виборах до Верховної Ради України 2007 року був 11-им номером у списку Соціалістичної партії України.
Михайло Товт є головою Громадського комітету Свалявського меморіального парку, ініціатором створення якого виступило Товариство угорської інтелігенції Закарпаття.
Михайло Товт є співавтором резонансного закону «Про засади державної мовної політики» прийнятого 3 липня 2012 року.
Указом Президента України № 328/2012 від 17 травня 2012 Михайла Товта було включено до складу Конституційної Асамблеї.

## Сім'я
Дружина Марія Габорівна (1956) — бухгалтер. Двоє синів: Михайло (1981) та Габор (1984).

## Відзнаки
- Золота медаль Президента Угорської Республіки (1994);
- Орден «За заслуги» ІІІ ступеня (червень 1997).[3]